# Alpine, Utah
Alpine là một thành phố ở Quận Utah, Tiểu bang Utah, Hoa Kỳ. Dân số thành phố này theo điều tra dân số năm 2000 là 7.146 người và ước tính dân số năm 2004 là 7.896 người. Alpine đã là một trong những thành phố tăng trưởng nhanh nhất của Utah kể từ thập niên 1970, và đặc biệt là thập niên 1990. Thành phố nằm trên sườn của Dãy núi Wasatch phía bắc của Highland và American Fork. Phía tây của thành phố cũng chạy qua Phay Wasatch. Thành phố cũng có tên đó do khi có dân định cư lần đầu, Brigham Young mà sau này là Thánh Tiên tri đã thăm nơi này và cho rằng thị trấn này gợi nhớ ông đến Alps Thụy Sĩ.

## Địa lý
Theo Cục thống kê Dân số Hoa Kỳ, thành phố có tổng diện tích 18,6 km² (7,2 mi²); là diện tích mặt đất, không có phần diện tích nào của thành phố này là mặt nước dù có một số con suối nhỏ chảy qua thành phố. Có một số đường leo núi qua thành phố thu hút những người ưa thích môn thể thao trong tiểu bang

## Cơ cấu dân số
Theo cuộc điều tra dân số2 năm 2000, thành phố này có 7.146 người, 1.662 hộ, và 1.545 gia đình. Mật độ dân số là 383,2/km² (992,1/mi²). Có 1.734 đơn vị nhà ở với mật độ bình quân 93,0 đơn vị/km² (240,7 đơn vị/mi²). Cơ cấu dân tộc của thành phố là 97,40% người Da trắng, 0,18% người Mỹ gốc Phi, 0,20% người Mỹ bản địa, 0,29% người châu Á, 0,17% người đảo Thái Bình Dương, 0,35% từ các dân tộc khá, và 1,41% lai từ hai dân tộc trở lên. Người gốc Tây Ban Nha hoặc người Latin thuộc bất cứ dân tộc nào chiếm 1,60% dân số.
Có 1.662 hộ trong đó có 63,7% có con dưới 18 tuổi sống chung với họ, 86,5% là các cặp kết hôn sống với nhau, 4,9% có một chủ hộ là phụ nữ không có chồng hiện diện và 7% là không có gia đình riêng, 6,3% tổng số hộ toàn là những cá nhân ở với nhau và 3,1% có một người sống chung có tuổi 65 trở lên. Quy mô số người trung bình của hộ là 4,3 và quy mô số người trung bình của gia đình là 4,51.
Dân số thành phố có 44,9% dưới độ tuổi 18, 9,4% từ  18 đến 24 tuổi, 23,3% từ 25 đến 44 tuổi, 17,0% từ 45 đến 64 tuôi, và 5,3% có độ tuổi từ 65 trở lên. Độ tuổi trung bình là 21. Cứ mỗi 100 nữ giới có 101,3 nam giới. Cứ 100 nữ giới từ 18 tuổi trở lên có 99,7 nữ.
Thu nhập bình quân mỗi hộ là 72.880 USD, và mỗi gia đình là 74.891 USD. Nam giới có thu nhập bình quân 57.250 USD so với mức 33.571 USD của nữ giới. Thu nhập bình quân đầu người là 21.716. Khoảng 3,5% gia đình và 3,6% dân số sống dưới ngưỡng nghèo, bao gồm 3,1% có độ tuổi dưới 18 tuổi và 9,1% từ 65 tuổi trở lên.

### Khí hậu
| Dữ liệu khí hậu của Alpine, Utah, 1991–2020 normals, extremes 1965–present | Dữ liệu khí hậu của Alpine, Utah, 1991–2020 normals, extremes 1965–present | Dữ liệu khí hậu của Alpine, Utah, 1991–2020 normals, extremes 1965–present | Dữ liệu khí hậu của Alpine, Utah, 1991–2020 normals, extremes 1965–present | Dữ liệu khí hậu của Alpine, Utah, 1991–2020 normals, extremes 1965–present | Dữ liệu khí hậu của Alpine, Utah, 1991–2020 normals, extremes 1965–present | Dữ liệu khí hậu của Alpine, Utah, 1991–2020 normals, extremes 1965–present | Dữ liệu khí hậu của Alpine, Utah, 1991–2020 normals, extremes 1965–present | Dữ liệu khí hậu của Alpine, Utah, 1991–2020 normals, extremes 1965–present | Dữ liệu khí hậu của Alpine, Utah, 1991–2020 normals, extremes 1965–present | Dữ liệu khí hậu của Alpine, Utah, 1991–2020 normals, extremes 1965–present | Dữ liệu khí hậu của Alpine, Utah, 1991–2020 normals, extremes 1965–present | Dữ liệu khí hậu của Alpine, Utah, 1991–2020 normals, extremes 1965–present | Dữ liệu khí hậu của Alpine, Utah, 1991–2020 normals, extremes 1965–present |
| Tháng                                                                      | 1                                                                          | 2                                                                          | 3                                                                          | 4                                                                          | 5                                                                          | 6                                                                          | 7                                                                          | 8                                                                          | 9                                                                          | 10                                                                         | 11                                                                         | 12                                                                         | Năm                                                                        |
| -------------------------------------------------------------------------- | -------------------------------------------------------------------------- | -------------------------------------------------------------------------- | -------------------------------------------------------------------------- | -------------------------------------------------------------------------- | -------------------------------------------------------------------------- | -------------------------------------------------------------------------- | -------------------------------------------------------------------------- | -------------------------------------------------------------------------- | -------------------------------------------------------------------------- | -------------------------------------------------------------------------- | -------------------------------------------------------------------------- | -------------------------------------------------------------------------- | -------------------------------------------------------------------------- |
| Cao kỉ lục °F (°C)                                                         | 61 (16)                                                                    | 70 (21)                                                                    | 79 (26)                                                                    | 87 (31)                                                                    | 93 (34)                                                                    | 100 (38)                                                                   | 104 (40)                                                                   | 105 (41)                                                                   | 98 (37)                                                                    | 89 (32)                                                                    | 75 (24)                                                                    | 66 (19)                                                                    | 105 (41)                                                                   |
| Trung bình tối đa °F (°C)                                                  | 52.3 (11.3)                                                                | 58.6 (14.8)                                                                | 70.2 (21.2)                                                                | 77.5 (25.3)                                                                | 85.6 (29.8)                                                                | 93.3 (34.1)                                                                | 96.4 (35.8)                                                                | 94.4 (34.7)                                                                | 89.6 (32.0)                                                                | 79.7 (26.5)                                                                | 67.1 (19.5)                                                                | 54.8 (12.7)                                                                | 97.0 (36.1)                                                                |
| Trung bình ngày tối đa °F (°C)                                             | 38.6 (3.7)                                                                 | 44.0 (6.7)                                                                 | 54.4 (12.4)                                                                | 60.9 (16.1)                                                                | 70.6 (21.4)                                                                | 82.2 (27.9)                                                                | 89.5 (31.9)                                                                | 87.3 (30.7)                                                                | 78.6 (25.9)                                                                | 65.1 (18.4)                                                                | 50.2 (10.1)                                                                | 38.5 (3.6)                                                                 | 63.3 (17.4)                                                                |
| Trung bình ngày °F (°C)                                                    | 30.1 (−1.1)                                                                | 34.5 (1.4)                                                                 | 43.1 (6.2)                                                                 | 48.8 (9.3)                                                                 | 57.2 (14.0)                                                                | 66.8 (19.3)                                                                | 74.0 (23.3)                                                                | 72.4 (22.4)                                                                | 63.7 (17.6)                                                                | 51.9 (11.1)                                                                | 39.8 (4.3)                                                                 | 30.2 (−1.0)                                                                | 51.0 (10.6)                                                                |
| Tối thiểu trung bình ngày °F (°C)                                          | 21.6 (−5.8)                                                                | 24.9 (−3.9)                                                                | 31.8 (−0.1)                                                                | 36.8 (2.7)                                                                 | 43.9 (6.6)                                                                 | 51.4 (10.8)                                                                | 58.5 (14.7)                                                                | 57.6 (14.2)                                                                | 48.9 (9.4)                                                                 | 38.8 (3.8)                                                                 | 29.4 (−1.4)                                                                | 21.9 (−5.6)                                                                | 38.8 (3.8)                                                                 |
| Trung bình tối thiểu °F (°C)                                               | 5.9 (−14.5)                                                                | 9.4 (−12.6)                                                                | 17.6 (−8.0)                                                                | 24.2 (−4.3)                                                                | 30.8 (−0.7)                                                                | 38.8 (3.8)                                                                 | 49.5 (9.7)                                                                 | 47.9 (8.8)                                                                 | 35.8 (2.1)                                                                 | 25.1 (−3.8)                                                                | 14.0 (−10.0)                                                               | 6.2 (−14.3)                                                                | 1.9 (−16.7)                                                                |
| Thấp kỉ lục °F (°C)                                                        | −15 (−26)                                                                  | −20 (−29)                                                                  | 5 (−15)                                                                    | 12 (−11)                                                                   | 24 (−4)                                                                    | 30 (−1)                                                                    | 39 (4)                                                                     | 32 (0)                                                                     | 25 (−4)                                                                    | 8 (−13)                                                                    | −1 (−18)                                                                   | −7 (−22)                                                                   | −20 (−29)                                                                  |
| Lượng Giáng thủy trung bình inches (mm)                                    | 2.50 (64)                                                                  | 2.03 (52)                                                                  | 2.03 (52)                                                                  | 2.49 (63)                                                                  | 2.42 (61)                                                                  | 1.00 (25)                                                                  | 0.64 (16)                                                                  | 0.95 (24)                                                                  | 1.33 (34)                                                                  | 1.84 (47)                                                                  | 1.63 (41)                                                                  | 2.26 (57)                                                                  | 21.12 (536)                                                                |
| Lượng tuyết rơi trung bình inches (cm)                                     | 17.4 (44)                                                                  | 13.6 (35)                                                                  | 9.6 (24)                                                                   | 6.2 (16)                                                                   | 0.5 (1.3)                                                                  | 0.0 (0.0)                                                                  | 0.0 (0.0)                                                                  | 0.0 (0.0)                                                                  | 0.0 (0.0)                                                                  | 1.6 (4.1)                                                                  | 8.0 (20)                                                                   | 17.5 (44)                                                                  | 74.4 (189)                                                                 |
| Số ngày giáng thủy trung bình (≥ 0.01 in)                                  | 10.1                                                                       | 9.2                                                                        | 9.1                                                                        | 10.2                                                                       | 9.2                                                                        | 4.9                                                                        | 4.3                                                                        | 6.2                                                                        | 5.9                                                                        | 7.2                                                                        | 7.4                                                                        | 9.3                                                                        | 93.0                                                                       |
| Số ngày tuyết rơi trung bình (≥ 0.1 in)                                    | 6.2                                                                        | 5.4                                                                        | 3.8                                                                        | 2.5                                                                        | 0.4                                                                        | 0.0                                                                        | 0.0                                                                        | 0.0                                                                        | 0.0                                                                        | 0.9                                                                        | 3.3                                                                        | 6.7                                                                        | 29.2                                                                       |
| Nguồn: NOAA                                                                |                                                                            |                                                                            |                                                                            |                                                                            |                                                                            |                                                                            |                                                                            |                                                                            |                                                                            |                                                                            |                                                                            |                                                                            |                                                                            |

## Các cư dân nổi tiếng
- Merlin Olsen
- Dale Murphy
- Orrin Olsen
- Todd Christensen
- Sean Covey
- Mitch Flygare

## Các điểm tham quan
- Petersen Arboretum
- Lambert Park
- Sliding Rock
- Moyle Park